# Theaterfabrik

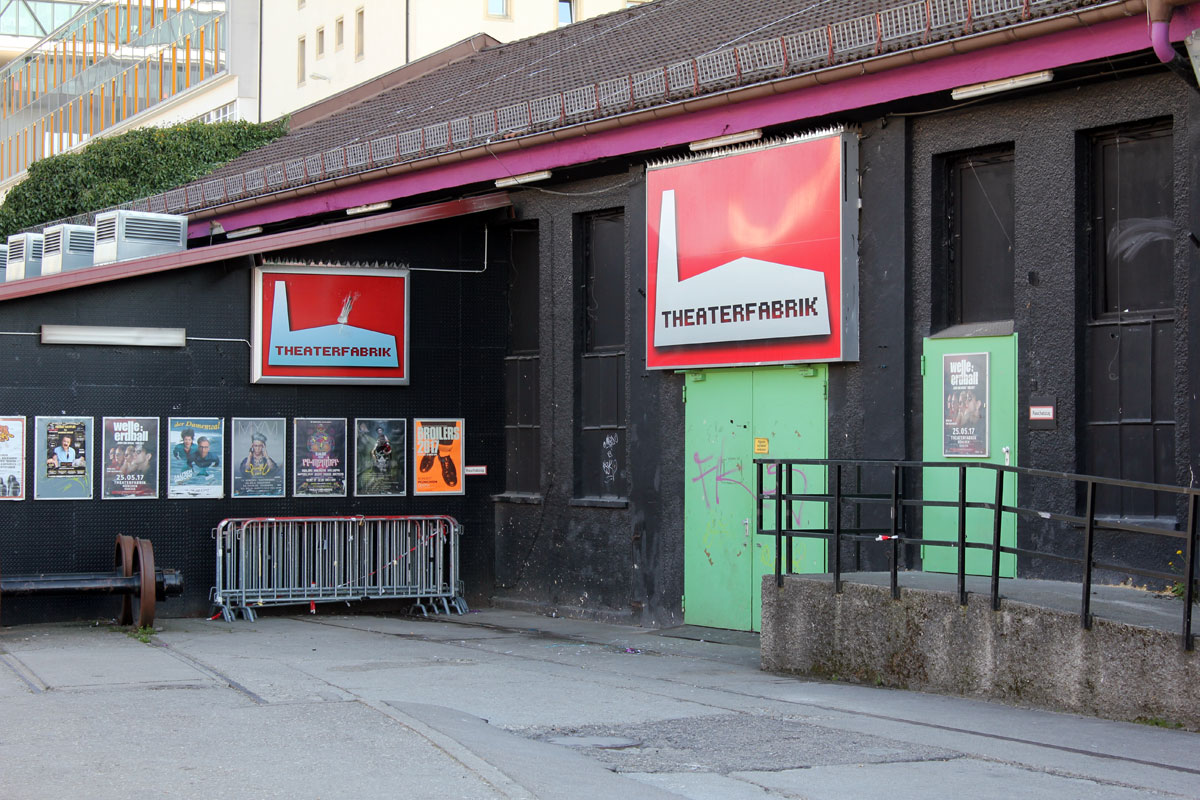
Theaterfabrik in den Optimolwerken

Die Theaterfabrik war eine zur Veranstaltungshalle umfunktionierte Backsteinhalle im Münchener Vorort Unterföhring. Die Lokalität war vor allem in der Independent-Szene der 1980er Jahre wegen ihrer Veranstaltungen auch außerhalb Bayerns bekannt. Der „Hallenmogul“ Wolfgang Nöth gründete später auf dem Optimolgelände am Münchener Ostbahnhof eine weitere Theaterfabrik, ehe der Name 2022 erneut, diesmal durch Nöths Tochter Laila, auf eine neue Veranstaltungshalle in München-Bogenhausen übertragen wurde.

## Geschichte
Die ursprüngliche Theaterfabrik befand sich etwas östlich der S-Bahn-Station Unterföhring nordöstlich von München. Es handelte sich um einen etwas heruntergekommenen Backsteinbau auf einem ehemaligen Firmengelände. Die 1. Münchener Nachfolgerin befand sich auf dem Gelände der früheren Optimolwerke, einer ehemaligen Schmierölherstellerfabrik.

### Theaterfabrik Unterföhring (1983–1992)
Der Münchner Gastronom Wolfgang Nöth erkannte, dass in München mit seinen damals sehr streng überwachten Sperrstunden eine Halle für Konzerte fehlte, kaufte 1983 mit Herbert Frey die leerstehende Halle in Unterföhring und investierte in Veranstaltungstechnik. Die Halle fasste rund 1000 Besucher. Die erfolgreiche Lokalität war Nöths Einstieg in seine Karriere als „Hallenmogul“. Die Halle existiert noch unverändert und wird genutzt, seit 1992 allerdings nicht mehr als Veranstaltungsort.

#### Konzerte
Berühmt wurde die Location vorwiegend durch zahlreiche Konzerte prominenter Musiker wie den Red Hot Chili Peppers, Blondie, Billy Bragg, The Kinks, The Damned, Carl Perkins, Ben E. King, The B-52s, Les Rita Mitsouko,  The Jesus and Mary Chain, Heinz Rudolf Kunze, Roy Buchanan, Bad Religion, Beastie Boys, Toy Dolls, Einstürzende Neubauten, Dan Reed Network, Wanda Jackson, das Trio Erika Pluhar, António Victorino de Almeida & Peter Marinoff. Auch als Jazz-Veranstaltungsort erlangte die Theaterfabrik Bekanntheit. Hier fand 1989 auch das einzige jemals gespielte Konzert von Jean-Jacques Goldman in München statt.
In der Theaterfabrik entstanden einige Konzertaufnahmen, zum Beispiel das Album No Material Live In Munich Germany von Ginger Baker (1987), Teile von Axel Zwingenbergers Album Boogie woogie live (1987) oder 1989 ein Live-Doppelalbum von Melissa Etheridge.

#### disco orange
Die freitägliche „disco orange“, veranstaltet von Jürgen Birr aka „Anurakta“ (Sannyas-Name), dem Initiator des Theatron-Festivals und Betreiber des Clubs Pulverturm auf dem ehemaligen Alabama-Depot-Gelände, war weit um München herum bekannt. Die „disco orange“ bildete auch das finanzielle Rückgrat der Theaterfabrik.
Die Idee für die Disco-Veranstaltungsreihe wurde bereits 1981 auf dem Bhagwan’s Bavarian Buddhafield geboren, bei dem rund 1500 aus Pune (Poona) expatriierte Sannyasin-Jünger sich zu einem Zwei-Tage-Konvent im Reitstall Gut Eicherloh in Finsing trafen.
Charakteristisch war für die Disco-Veranstaltungen, dass über längere Zeiträume regelmäßig die gleichen Lieder in meist gleicher Abfolge gespielt wurden, darunter: Aerosmith – Rag Doll (Rockapella Mix), Anne Clark – Our Darkness, Frank Zappa – Bobby Brown (Goes Down), INXS – Mystify, Joachim Witt – Goldener Reiter, Melissa Etheridge – Like The Way I Do, The Mamas and the Papas – Dream a Little Dream of Me, Simple Minds – Don’t You (Forget About Me) und Stretch – Why did you do it (Maxi-Version).
Wegen des Erfolges ließ sich Birr im Nachhinein von Februar 1995 bis einschließlich März 1996 den Namen der Veranstaltungsreihe als Wortmarke schützen.

#### International Rock ’n’ Roll / Rockabilly Meeting
1985 fand in der Halle erstmals das „International Rock ’n’ Roll / Rockabilly Meeting“ statt, bei dem sich Bands der internationalen Szene einfanden. Das Treffen, das weit über Bayern hinaus bekannt war, fand dann jährlich statt und war jahrelang der größte Szenentreff auf dem europäischen Kontinent. Nach Schließung der Theaterfabrik fand das Meeting 1993 einmalig in Nöths Kulturzentrum Riem, statt. Ab 1994 wurde es in der neuen Alabama-Halle in der ehemaligen Münchener Funkkaserne, dann im Theaterzelt Das Schloss ausgetragen. Das Festival fand bis 2004 insgesamt neunzehnmal statt.

#### Blues-Festival
Einmal jährlich fand ein Blues-Festival statt.

#### Schwarze Weihnacht 1985
Ebenfalls bekannt wurde die 1985 veranstaltete „Schwarze Weihnacht“, eine Gegenveranstaltung zu den klassischen Heilig-Abend-Veranstaltungen, mit teilweise blutigen Performances und Konzerten für das Publikum der Independent-Szene.

### Theaterfabrik München (2009–2018)
Im Mai 2009 eröffnete Nöth zusammen mit Mathias Scheffel auf dem gemeinsam seit Januar 2003 gepachteten Gelände der Optimolwerke in München (näheres siehe im Artikel Kultfabrik) erneut eine Veranstaltungshalle mit dem Namen Theaterfabrik. Die Halle wurde komplett entkernt, modernisiert und auf den neusten Stand der Sound- und Lichttechnik gebracht. Neben Konzerten internationaler Größen verschiedener Musikrichtungen fanden auch hier wieder regelmäßige DJ-Partys statt. Unter anderem legte hier Enrico Ostendorf auf. Die Halle und der anliegende Club nahmen je nach Veranstaltungsart zwischen 500 und 1000 Gäste auf. Auch die Karnevalsszene der Umgebung hatte hier ihre Heimat gefunden.

### Neue Theaterfabrik in München-Bogenhausen (seit 2022)
Im September 2022 hat Laila Nöth, die Tochter des verstorbenen „Theaterfabrik-Gründers“ Wolfgang Nöth, eine neue Halle mit dem Namen Theaterfabrik in der Musenbergstraße 40 in München-Bogenhausen eröffnet.